# Wufeng Changguan
Wufeng Changguan (chiń. 五峰常觀, pinyin Wǔfēng Chángguān; kor. 오봉상관 Obong Sanggwan; jap. Gohō Jōkan; wiet. Ngũ Phong Thường Quan) – chiński mistrz chan ze szkoły hongzhou.

## Życiorys
Był uczniem mistrza chan Baizhanga Huaihaia. Żył i nauczał w Yuzhou.
Mnich spytał mistrza chan Wufenga Changguana: „Jaka jest sytuacja Pięciu Szczytów [chiń. Wufeng]?”
Wufeng powiedział: „Niebezpieczeństwo.”
Mnich spytał: „A co o osobie tutaj?”
Wufeng powiedział: „Ugrzęźnięty.”
Wufeng spytał mnicha: „Skąd przychodzisz?”
Mnich powiedział: „Z wioski.”
Wufeng powiedział: „Czy widziałeś wołu?”
Mnich powiedział: „Widziałem.”
Wufeng powiedział: „Czy widziałeś jego lewy róg, lub czy widziałeś jego prawy róg?”
Mnich nie odpowiedział.
Wufeng powiedział do niego: „Nie widzę ani lewego, ani prawego.”
(Yangshan później powiedział: „Czy wciąż widzisz lewy i prawy?”)
Inny mnich opuszczal klasztor.
Wufeng powiedział: „Gdy tak będziesz wszędzie wędrować, nie szerz oszczerstw mówiąc, że ja tu jestem.”
Mnich powiedział: „Nie powiem, że mistrz jest tutaj.”
Wufeng powiedział: „Co im powiesz, że gdzie jestem?”
Mnich podniósł jeden palec.
Wufeng powiedział: „Tu już mnie obmówiłeś.”
Mistrz Wufeng występuje w gong’anach 70 i 71 w Biyan lu.

## Linia przekazu Dharmy zen
Pierwsza liczba oznacza liczbę pokoleń mistrzów od 1 Patriarchy indyjskiego Mahakaśjapy.
Druga liczba oznacza liczbę pokoleń od 28/1 Bodhidharmy, 28 Patriarchy Indii i 1 Patriarchy Chin.
Trzecia liczba oznacza początek nowej linii przekazu w danym kraju.
- 33/6. Huineng (638–713)
  - 34/7. Nanyue Huairang (677–744) szkoła hongzhou
    - 35/8. Mazu Daoyi (707–788)
      - 36/9. Baizhang Huaihai (749–814)
        - 37/10. Baizhang Niepan (bd) (także Fazheng)
        - 37/10. Guannan Daochang (bd)
        - 37/10. Guishan Da’an (793–883) (także Changqing)
          - 38/11. Lingyun Zhiqin (bd)
          - 38/11. Taisui Fazhen (878–963)
            - 39/12. Lingshu Rumin (bd)

        - 37/10. Dazi Guanzhong (780–860)
        - 37/10. Wufeng Changguan (bd)
        - 37/10. Shishuang Xingkong (bd)
        - 37/10. Guling Shencan (bd)
        - 37/10. Guishan Lingyou (771–853) szkoła guiyang
        - 37/10. Huangbo Xiyun (zm. 850)
          - 38/11. Linji Yixuan (zm. 867) szkoła linji

        - 37/10/1. Vô Ngôn Thông (759–826) Wietnam